# Susannah Oland
Susannah Oland, née Susannah Woodhouse Culverwell le 7 février 1818 et décédée le 24 mars 1885, est une anglaise, qui a immigré au Canada, créatrice de la recette de bière qui est devenue la base pour fonder la plus ancienne brasserie indépendante au Canada, Moosehead Breweries. Bien qu'elle soit créditée pour avoir géré les opérations et agit comme maître brasseur, l'entreprise a été incorporée aux noms de son mari et de ses fils. Lorsque son mari décède, ses partenaires vendent leurs intérêts à un gérant, mais Oland arrive à les racheter huit ans plus tard. Elle continue à gérer l'entreprise jusqu'à sa mort.

## Biographie
Susannah Woodhouse Culverwell est née le 7 février 1818 dans le village de West Monkton dans le comté du Somerset en Angleterre du mariage de Betty, née Grabham, et de George Woodhouse Culverwell. Au début des années 1860, elle immigre au Canada pour s'établir à Dartmouth en Nouvelle-Écosse avec sa famille. C'est là qu'Oland, qui avait déjà brassé de la bière en Angleterre, met en place une opération de brassage dans le cabanon derrière sa maison.
Le 14 août 1867, sous la suggestion du capitaine Francis Walter de Winton, un ami de la famille, une entreprise est fondée afin de commercialiser la bière de Susannah. L'entreprise est enregistrée avec John, son mari, en tant que gérant. Bien que Susannah soit le maître brasseur et l'inspiration de l'entreprise, son nom ne figure pas dans l'entente signée entre les bailleurs de fonds et la famille. Le nom originel de la compagnie était « Turtle Grove Brewery » puisqu'elle commence ses opérations dans le district de Turtle Grove à Dartmouth. En peu de temps, l'entreprise a neuf employés et devient la troisième plus grande compagnie de Dartmouth. Bien que le nom de John soit sur tous les papiers, dans les faits, c'est Susannah qui gère l'entreprise.
Lorsque John meurt le 20 octobre 1870, Susannah se retrouve sans aucun contrôle sur la compagnie tandis que ses intérêts et ceux de ses partenaires sont vendus à George Fraser. Malgré tout, elle continue de travailler pour la brasserie qui a été renommée en « Army and Navy Brewery » en l'honneur des militaires qui étaient les plus gros clients de l'entreprise. Pendant huit ans, la compagnie continue d'opérer sous ce nom. Durant ce temps, elle est détruite à deux reprises par un incendie et reconstruite. En 1877, après avoir reçu un héritage d'un membre de sa famille en Angleterre, Susannah peut racheter la compagnie et publie un avertissement de la dissolution de l'arrangement de partenariat dans le journal d'Halifax. Elle renomme la compagnie sous le nom de « S. Olan, Sons and Company » et forme ses fils à devenir des maîtres brasseurs. Jusqu'à sa mort le 24 mars 1885, elle travaille à la brasserie.

## Annexe